# Саїда
Саїда (араб. سعيدة, фр. Saïda) — місто на північному сході Алжиру. Адміністративний центр однойменного вілаєту. Його називають містом води через його джерела.
Місто розташоване на північному заході Алжиру, на висоті 800 метрів над рівнем моря, на південних передгір'ях Атласу на північній околиці нагір'я Південного Орана.
| Алжир | Це незавершена стаття з географії Алжиру. Ви можете допомогти проєкту, виправивши або дописавши її. |